# Stanfieldiella axillaris
Stanfieldiella axillaris là một loài thực vật có hoa trong họ Commelinaceae. Loài này được J.K.Morton miêu tả khoa học đầu tiên năm 1967.